# Pełzak czerwonki
Pełzak czerwonki (Entamoeba histolytica) – gatunek pełzaka należącego do typu Amoebozoa. Jest pasożytem wewnętrznym zwierząt w tym człowieka. Wywołuje chorobę zwaną pełzakowicą lub entamebozą (entamoebosis), czasami nazywana również amebozą. Występują również inne nazwy tej choroby, jest nazywana również biegunką amebową. Niszczy nabłonek jelita grubego. Oprócz ściany jelita może występować również w wątrobie, płucach, śledzionie. Zarażenie następuje przez spożycie cyst (np. z pokarmem, wskutek braku higieny).
Pełzak czerwonki występuje w dwóch postaciach: trofozoitu i cysty.

## Trofozoit
Osiąga wielkość 20 – 60 μm, wysuwa nibynóżki będące wypustkami ektoplazmy. W wewnętrznej części cytoplazmy - endoplazmie znajduje się pojedyncze jądro z centralnie ułożonym kariosomem. Cytoplazma może zawierać wiele erytrocytów, które zostały przez pełzaka wchłonięte.

## Cysta
Cysta posiada średnicę 10 – 20 μm. W środowisku zewnętrznym może przeżyć kilka miesięcy. W temperaturze poniżej -5 °C, jak również powyżej 40 °C cysty giną gwałtownie.

## Cykl życiowy
Wysporulowane cysty wnikają do organizmu żywiciela wraz z wodą lub pokarmem. Przemieszczają się przez układ pokarmowy i w jelicie cienkim z każdej cysty uwalnia się  8 trofozoitów potomnych. Trofozoity aktywnie poruszając się atakują komórki nabłonka jelit. Następnie trofozoity przekształcają się w precysty, które zawierają jedno jądro. Precysta podczas przemieszczania się przez przewód pokarmowy dojrzewa. W tym czasie jądro dzieli się dwukrotnie i powstaje cysta posiadająca 4 jądra, która wraz z kałem jest wydalana do środowiska zewnętrznego.

## Chorobotwórczość
Inwazyjną postacią jest cysta. Cysta musi być w formie dojrzałej – wysporulowanej. Zarażenie następuje per os wraz z pokarmem lub wodą.
Pełzak czerwonki wywołuje pełzakowicę (amoebosis, entamoebosis). Wyróżniamy pełzakowicę jelitową (o przebiegu ostrym lub przewlekłym) i pozajelitową. Wylęganie pasożyta: 4 dni – rok. Wystąpienie objawów wiąże się z inwazją tkankową (wnikanie trofozoitów pełzaka do błony podśluzowej i warstwy mięśniowej jelita grubego) oraz powstawaniem zmian ropnych. 
Ostra pełzakowica jelitowa – czerwonka pełzakowa:
- rozlany, kolkowy ból w jamie brzusznej
- biegunka z dużą ilością śluzu w kale, później pojawia się krew w kale
- nudności
- wzdęcia
- podwyższona temperatura (38-39 °C)
- bolesność uciskowa wzdłuż jelita grubego
- powiększenie i bolesność wątroby
- odwodnienie w ciężkich przypadkach
- leukocytoza (do 15 tys.)

Przewlekła pełzakowica jelitowa – nieczerwonkowa pełzakowica jelitowa:
- przewlekłe, wrzodziejące zapalenie jelita grubego z okresami poprawy i pogorszenia
- biegunki i zaparcia
- powiększenie wątroby
- niedokrwistość
- wyniszczenie
- stany podgorączkowe

Pełzakowe zapalenie wątroby (najczęściej po odbyciu ostrej pełzakowicy jelitowej):
- ciężki stan ogólny
- temperatura do 39 °C
- dreszcze
- zlewne poty
- silne bóle w podżebrzu prawym promieniujące do prawego barku
- powiększenie wątroby

Pełzakowy ropień wątroby:
- narastające bóle w prawym podżebrzu nasilające się przy głębokim oddychaniu
- utrata łaknienia
- zmniejszenie masy ciała
- podwyższona temperatura ciała
- powiększona i bolesna wątroba
- wysokie ustawienie wątroby
- leukocytoza w krwi obwodowej